# Hudene kyrka
Hudene kyrka är en kyrkobyggnad i samhället Hudene i Herrljunga kommun. Den tillhör Herrljungabygdens församling i Skara stift.

## Kyrkplatsen
Kyrkan ligger i Hudene sockencentrum vid en vägkorsning intill ån Nossan. Den moderna bebyggelsen är koncentrerad till östra sidan av ån. Bortom kyrkan på västra sidan är miljön mera lantlig. Där ligger bland annat den gamla skolbyggnaden, som är synlig från kyrkogården. Den medeltida kyrkplatsen ligger några hundra meter bort. Utanför muren står i anslutning till kyrkan det äldre uthuset med trolig likkällare. Det har järnskodda dörrar och en anslutande ovanligt dekorativ gjuten cementmur.

## Historia
Den första kyrkan i Hudene var en träkyrka. Den torde vara byggd på medeltiden ungefär år 1050. Under tidigt 1300-tal byggdes en stenkyrka. En ny kyrka uppfördes 1856, varefter den gamla revs. 

## Kyrkobyggnaden från 1856

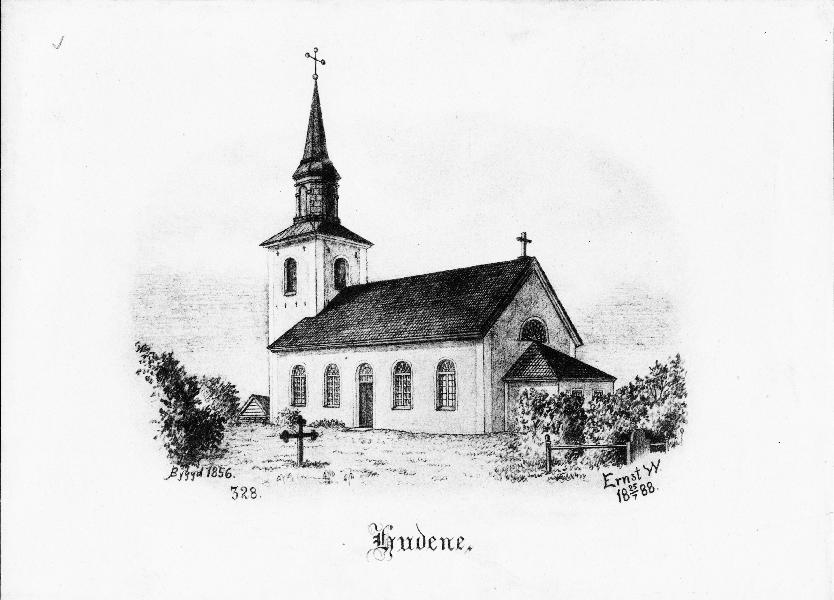
Den brunna kyrkan på teckning från 1888.

Bygget började den andra maj 1856 och var klart i september samma år. Byggmästare var Karl Bergström och ritningarna var signerade av Axel Nyström (1793-1868) vid Överintendentsämbetet. Bergström utförde emellertid ursprungsritningarna, vilka sannolikt bearbetades av Nyström. Han var vid denna tid tongivande i arkitekturdebatten och förespråkade eklekticismen. Kyrkan har entré genom tornet och en port även mitt på sydvästfasaden. Över tornporten finns en kalkstensrelief med änglar. I korets golv ligger två gravstenar från 1600-talet. Den nya kyrkan renoverades 1914, då också storklockan göts om eftersom den hade spruckit. Natten till fjärde söndagen i advent 1927 brann kyrkan och bara murarna blev kvar.

## Kyrkobyggnaden från 1929
En ny kyrka började genast uppföras på den brunnas murar under ledning av arkitekt Knut Nordenskjöld. Man var angelägen om att den skulle likna den nedbrunna. Porten på sydvästra väggen slopades dock. 

### Exteriör
Korfönstren blev helt nya, med vinstock med druvklasar. Ett lunettfönster med glasmålning från 1929 finns i sydfasaden. Byggnaden består av har ett rektangulärt långhus med nyklassicistiskt rundbågiga fönsteröppningar med grunda och raka smygar, en lägre rektangulär sakristia i söder med källare och ett kraftigt fyravånings torn i norr med port och lanternin.
Fasaden handspritputsades 1983 med liten jämnstor ballast av marmorkross avfärgad med vit kalkfärg. Den har slätputsade breda hörn och omfattningar. På den tuktade stenstommen är rödgrund (tunt putsskikt med krossad alunskiffer) lagd. Stengrunden, som kragar ut är putsad och svartfärgad. En kraftig, putsad takgesims följer långsidorna och viker över hörnen i norr och söder och följer takfoten på gavlarna. Den är avtäckt med plåt på sydgaveln.
Tornet har samma typ av takgesims som fasaden, med en välvd profil över en rakare del och underst en karnisprofil mot väggen. Sakristians takgesims har samma utformning, men den är av trä. På var sida om tornet finns en rundbågad ljudglugg i rak smyg. Varje ljudglugg har två tjärade luckor, troligen från 1929. och de är försedda med två rader av åttasidiga dekorer.
Långhusets sydfasad har plåttäckta kabeldragningar på östra delen. I långhusets norrvägg sitter på västra delen en inskriptionstavla i sten från 1856, inmurad sedan 1929. Lanterninen är helt kopparklädd. På fasaden vid porten är små smidesräcken är fästade. Källaren under sakristian är gjuten och har nedgång utifrån i sydöst med plåtluckor i en stensockel med smidesräcke. 
Kyrkans alla fönster har vitmålade snickerier och tunna träspröjsar. Fem rundbågade öppningsbara treluftsfönster från 1929 i T-post finns per långsida med klart katedralglas med många blåsor. De är spröjsade till tolv rutor per rak luft och bågarna har maskinslagna hörnjärn. Fönsterbänken är av betong med tandmejslad yta och svänger upp mot karmen, kragar utanför smygen och har droppränna undertill. Tornets tre sidor har på andra våningen ett runt fönster var med spröjsade strålar från en cirkel i mitten och plåtbleck. Lunetten över tornporten är ett enluftsfönster spröjsat i tre skift till tjugo rutor. På fönstrets bottenkarm är en klotlampa monterad i mitten. Vapenhusets fönster har smala rundbågade tvåluftsfönster med tvärpost spröjsade till femton rutor nedtill och fyra i bågen. Sakristians fönster har två liggande rektangulära tvåluftsfönster åt söder med mittpost spröjsade till sex rutor och kopparbleck. Två källarfönster vetter också åt söder med två gråmålade lufter vardera. I den ena luften finns ventil och rör för oljepåfyllning. Sydgavelns lunettfönster har tre lufter utan spröjsar och är försett med plåtbleck.
Tornporten har en smal rundbågad öppning infattad med slipade grå kalkstensskivor (vars spikar lämnar rostavfällningar) med stort lunettfönster i bågen. Därunder är en platta, enligt uppgift, i Ignabergakalksten, av skulptör Carl Fagerberg med stora skulpterade änglar som mellan sig bär upp en texttavla. Ignabergakalksten finns bland annat i Ignaberga i Skåne. I Ignaberga har kalksten brutits och bränts från slutet av 1100-talet, då Ignaberga gamla kyrka byggdes. På tavlan anges att kyrkan uppfördes 1929 efter branden 1927. Dörren från 1929 har rak överkant och två svarta plåttäckta blad av små rektangulära nitade järnskivor med smidda dragringar på ett kupat, kantställt kvadratiskt beslag med präglade liksidiga kors och snirkliga kanter. Framför dörren är en tresidig krysshamrad granittrappa med tre steg. Sakristians enkla dörr åt väster är likadant klädd i plåtbeslagen karm. Nitarna har krysslagna huvuden. Metallvredet är hamrat och rakt med beslag. Här finns två likadana trappsteg som vid tornporten.
Långhuset har ett sadeltak med tvåkupigt tegel, ståndränna och stuprör av kopparplåt. I söder är en plåtklädd skorsten med stegen på västra takfallet. Sakristians tak har tre valmade takfall från sydfasaden med tvåkupigt tegel. Tornets tak är ett flackt pyramidtak som den åttasidiga, kraftiga och helt kopparslagna lanterninen står på. Den mycket smala och spetsiga tornspiran kröns av ett spensligt kors på stor kula. Lanterninens takutformning är klassiserande med en gördelgesims upptill som bryts av rundbågade nischer åt varje rakt väderstreck. De smalare och snedställda sidorna har rektangulära stående nischer och däröver en rund försänkning. Över rundbågsnischerna sitter flacka frontoner ovan takgesimsen, krönta av månguddiga förgyllda stjärnor.

### Interiör
Den nyklassicistiska exteriören i Hudene kyrka var i stort sett identisk med ursprungskyrkans och den karakteristiska, arkitektoniskt uppbyggda invändiga korväggen är också intakt. Övrig inredning och inventarier från 1929 är mycket välbevarade. Tidens art deco-stil eller 1920-talsklassicism är väl uttryckt i armaturer, predikstol, nummertavlor, dopfunt, altartavla samt pelarkapitäl och samspelar fint med den nyklassicistiska grundstilen.
Glaskonsten och grisaillemålningar är också från 1929 och utförda av Yngve Lundström. Altartavlan är målad av konstnär Ragnhild Nordensten. Allt är omsorgsfullt utformat in i detalj, även vapenhus med dubbla läktartrappor och sakristia. En så väl sammanhållen och oförändrad inredning som här torde vara mycket sällsynt och art déco-stilen är inte vanlig i kyrkor. I full harmoni med interiören är färgsättningen sobert elegant. Det enda tydliga tillägget är läktarunderbyggnaden. Den är från 1963 med anspråkslös utformning. Medeltida skulpturer vittnar om kyrkans föregångare, men avviker från den sammanhållna karaktären.

### Inventarier
- På östra väggen sitter tre träskulpturer troligen från 1250-talet.
- Från den gamla kyrkan kommer ett altarskåp från 1400-talet. Det låg på kyrkbacken en hel sommar, och blev utsatt för väder och vind, efter att den gamla kyrkan rivits. Eftersom skåpet var av järnek, klarade det sig bra. Det har sjutton figurer, varav sju barn. Centralt ser man Maria och Jesusbarnet och bakom henne Marias moder den heliga Anna.
- Altarskåpet med den heliga släkten klarade branden och är nu uppsatt på västra långväggen.
- Till höger om skåpet finns två apostlaskulpturer och ett kvinnligt helgon i trä. Dessa kommer troligen från altarskåpets dörrar, som gick förlorade i branden.
- De båda klockorna kommer från klockstapeln vid den gamla kyrkan. Storklockan är från 1537 och lillklockan från 1726. Vid branden smälte klockorna ner. De göts om och hänger nu i det nya tornet. Storklockan har inskriptionen: Hören mig. I levande; de döda ringer jag till ro. Den nya lillklockan har samma inskription som den gamla: Gloria in excelsis. På klockans överkant står dessutom: Tacken Herren i Hans portar, Loven Honom i hans gård.
- Dopfunten av sandsten, tillverkad omkring år 1200 i två delar, förstördes vid branden 1927. Endast omkring femton fragment har bevarats. Cuppan var cylindrisk med något konkav undersida och utan dekor. Foten var rund.[3]

#### Orgel
- På 1700-talet byggde Johan Ewerhardt den äldre, Skara, en orgel.
- 1877 byggde Salomon Molander & Co, Göteborg, en orgel med 8 stämmor.
- Efter branden uppsattes en ny orgel 1929 på läkaren i norr, tillverkad av Olof Hammarberg, Göteborg. Orgeln hade 12 stämmor.
- Verket ersattes 1982 av ett nytt från Tostareds Kyrkorgelfabrik, Tostared, fast den ljudande fasaden från 1929 och visst pipmaterial bevarades. Det mekaniska instrumentet har sexton stämmor fördelade på två manualer och pedal.[4]

| Huvudverk I        | Svällverk II      | Pedal       | Koppel |
| Principal 8´       | Rörflöjt 8´       | Subbas 16´  | I/P    |
| Gedakt 8'          | Salicional 8'     | Borduna 8'  | II/P   |
| Oktava 4'          | Koppelflöjt 4'    | Flöjtbas 4' | II/I   |
| Flöjt oktaviant 4' | Nasard 2 2/3'     |             |        |
| Flautino 2'        | Principal 2'      |             |        |
| Mixtur 4 chor      | Ters 1 3/5'       |             |        |
|                    | Skalmeja 8'       |             |        |
|                    | Tremulant         |             |        |
|                    | Crescendosvällare |             |        |

## Bilder

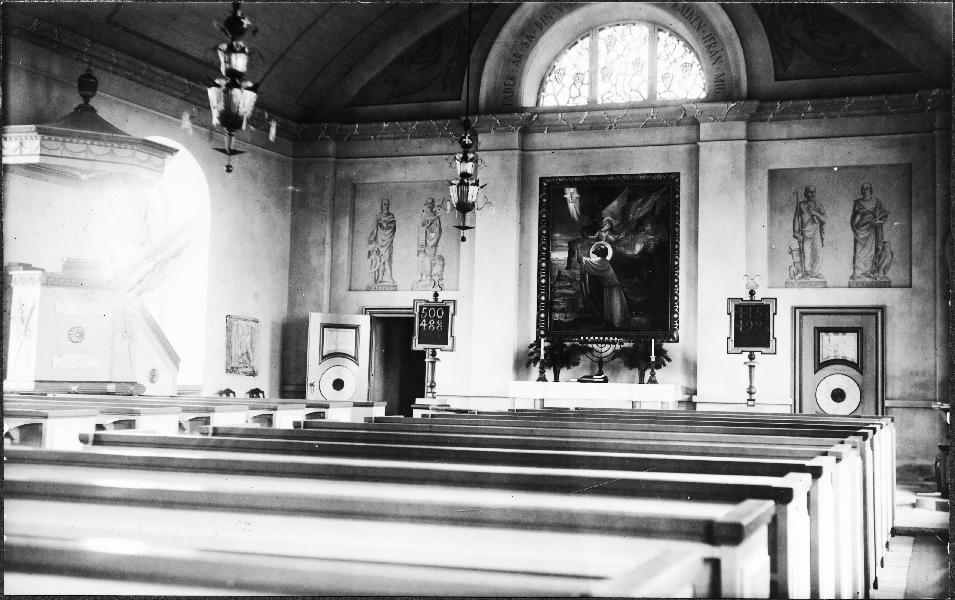
Interiör mot nordöst (1943).
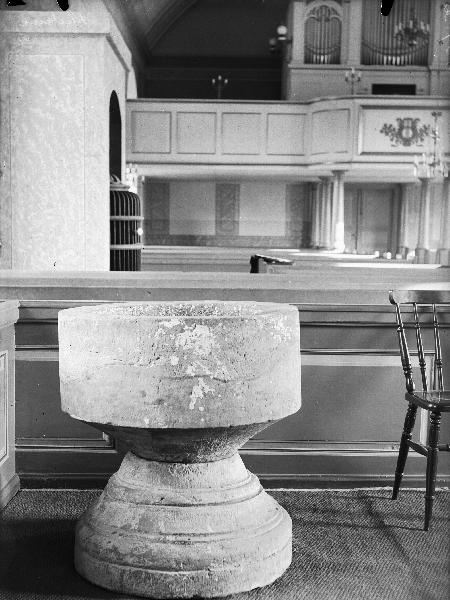
Medeltida dopfunt. Förstörd 1927.
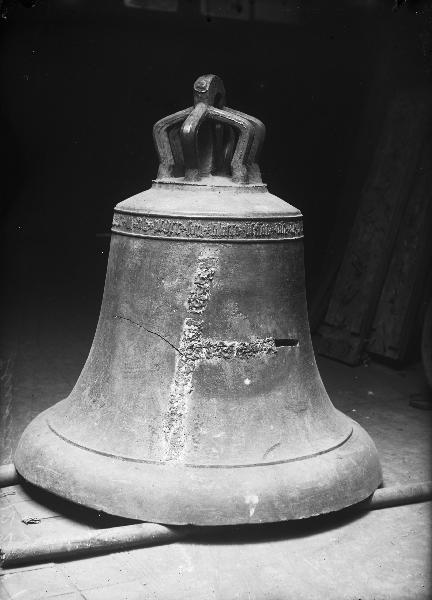
Kyrkklocka.
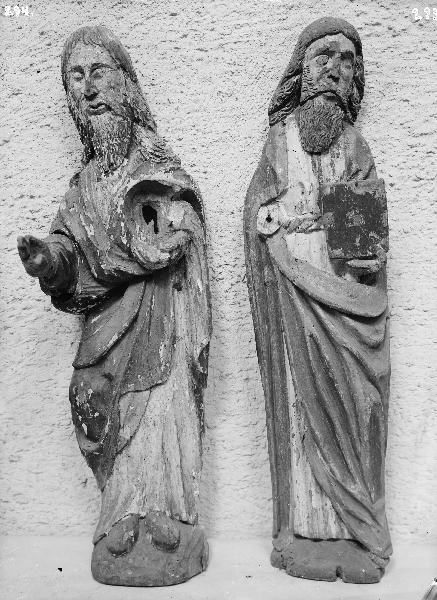
Medeltida träskulpturer, som föreställer apostel med en bok i vänster hand och Johannes Döparen (1400-talets slut).
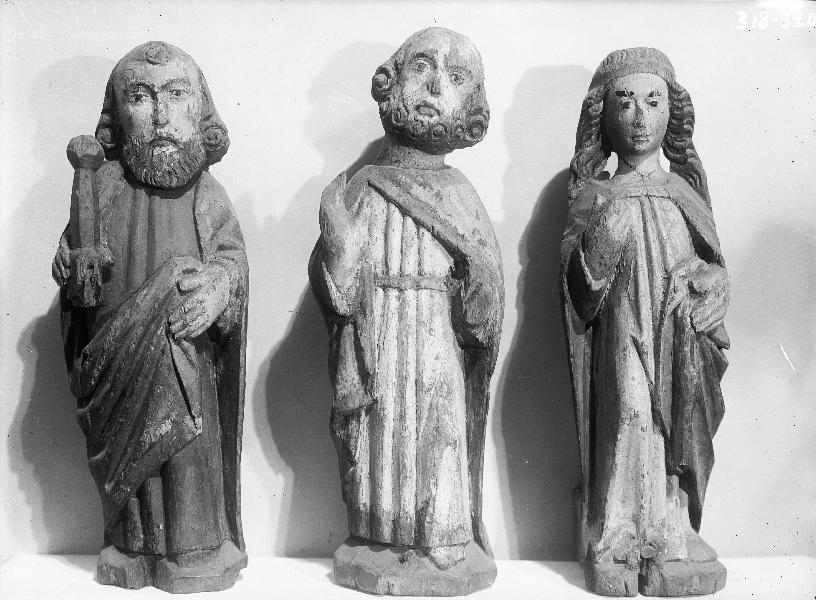
Medeltida träskulpturer, som föreställer Paulus med ett avbrutet svärd i högerhanden samt en helig man och ett kvinnligt helgon (1400-talets slut).

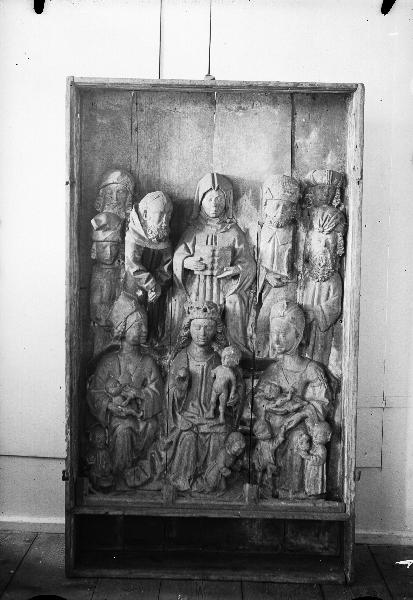
Del av altarskåp (1500-talet)
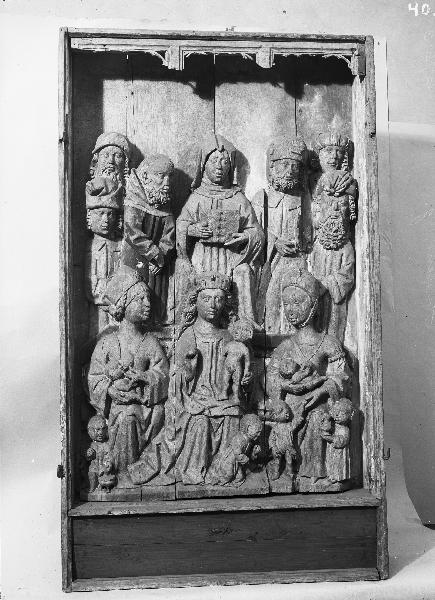
Del av altarskåp (1500-talet)
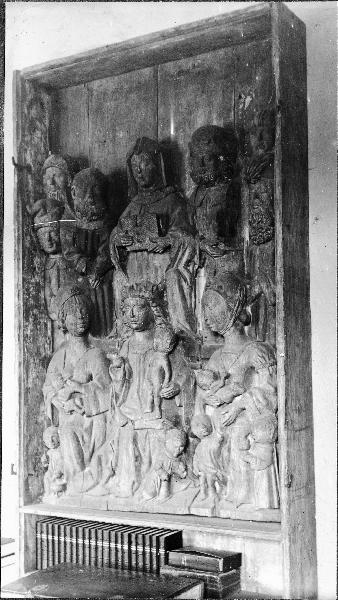
Del av altarskåp (1500-talet)
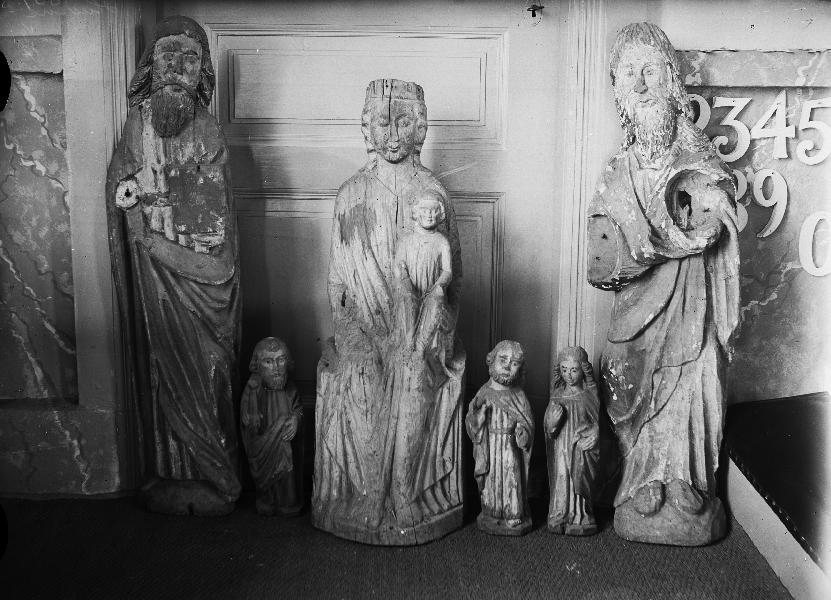
Medeltida träskulpturer, som föreställer: Madonnan med barnet (1250-tal), Apostel med i vänster hand en bok (1400-talets slut), Johannes Döparen (1400-talets slut), Paulus med ett avbrutet svärd i högerhanden (1400-talets slut), Helig man och ett kvinnligt helgon (1400-talets slut)
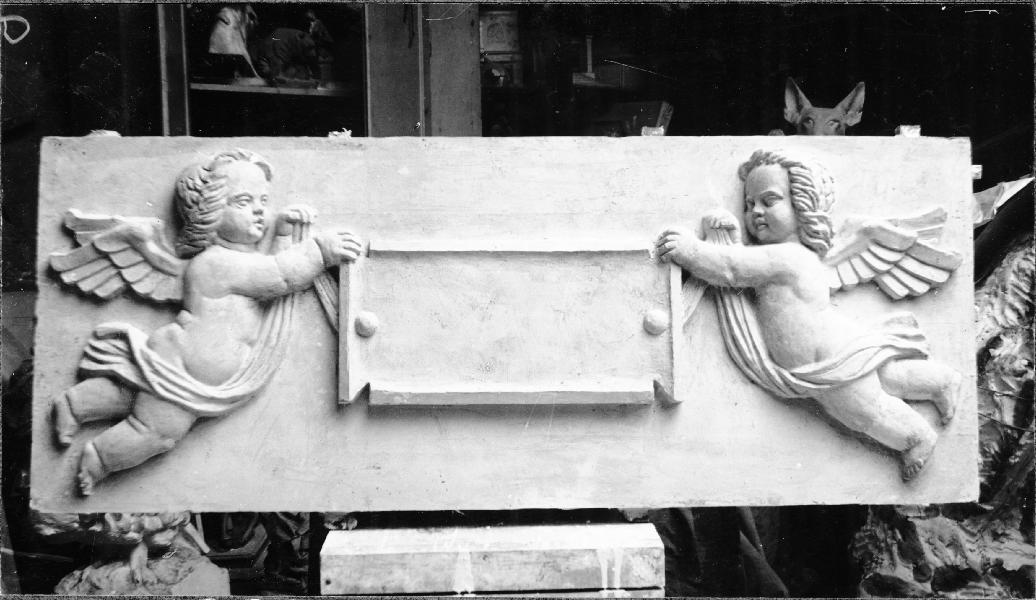
Modell till stenrelief i Ignabergakalksten av Änglar som bär upp en texttavla, skulptör: Carl Fagerberg.

## Omgivningar
Efter kyrkans uppförande 1856 anlades kyrkogården med sten i bogårdsmuren från den gamla kyrkplatsen. Två gårdsinnehavare i socknen planterade trädkransen av lindar. Smidesgrindarna är sannolikt ursprungliga. Det är okänt huruvida utvidgningar har skett här. En monumental uppfart leder från huvudgrinden. Uppfarten har liksom övriga gångar asfalterats, till tornporten med rader av hamlade pyramidalmar, en sort av skogsalm, avslutade med två höga lindar. Anläggningen är i övrigt av enkel karaktär med trädlösa, sammanhållna gräsytor med varierande typer av glest placerade gravvårdar. I väster står en ekonomibyggnad med bårhus, snarlik den som uppfördes 1950 vid Herrljunga kyrka i Herrljunga församling i Skara stift.